# Villa di Poggio Imperiale
Pour les articles homonymes, voir Poggio.
Ne pas confondre avec la commune italienne Poggio Imperiale.

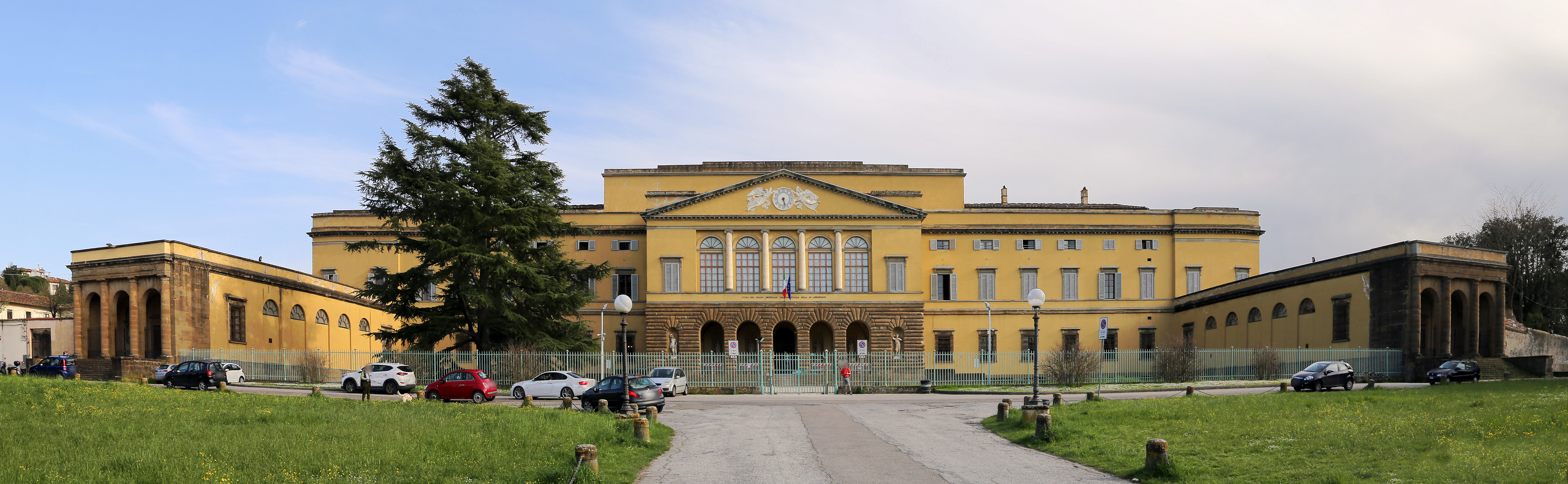
Vue panoramique de la villa di Poggio Imperiale.

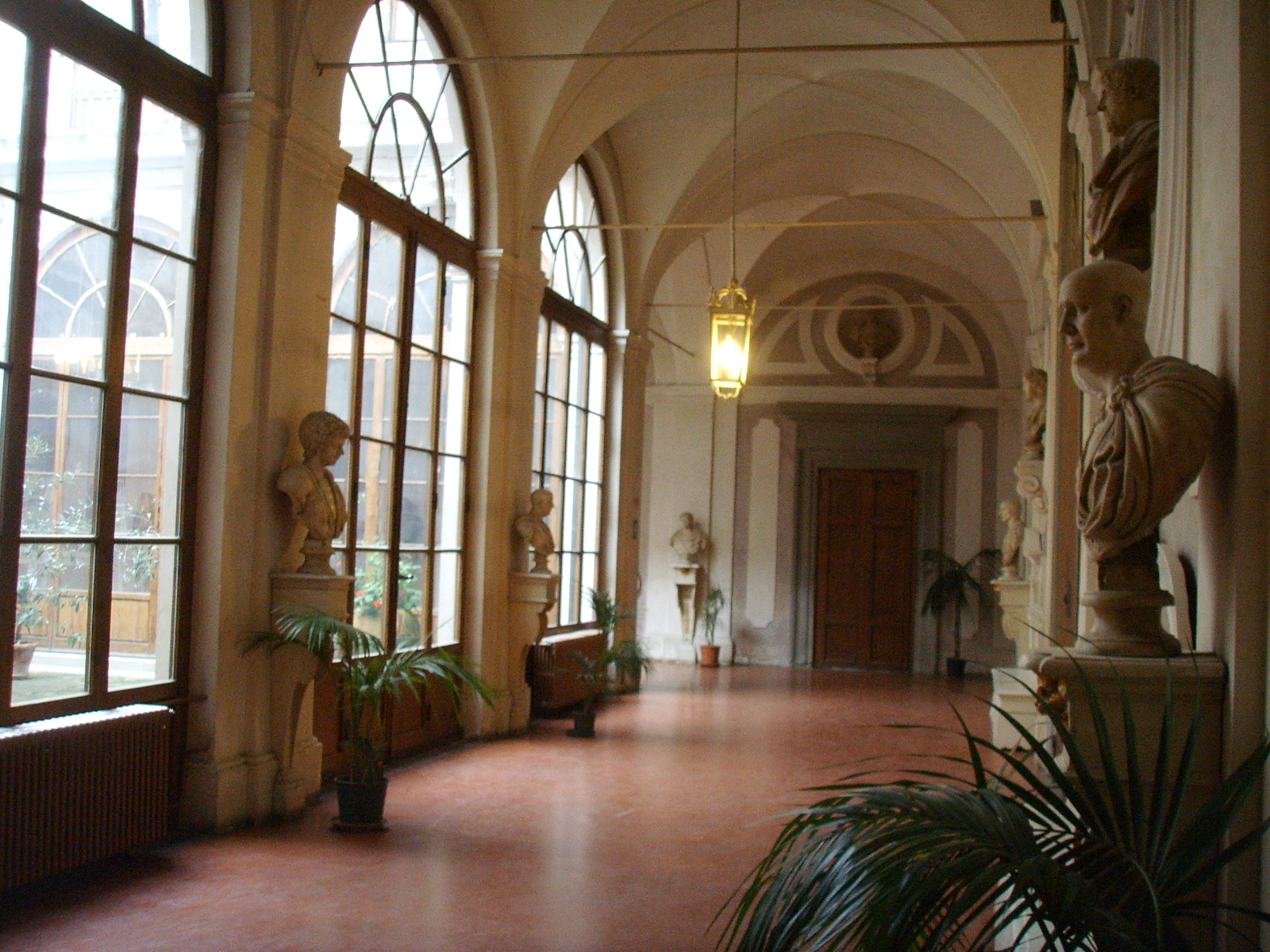
La cour.

La villa di Poggio Imperiale est un palais néo-classique florentin situé sur la magnifique colline d'Arcetri. Il a été déclaré patrimoine mondial de l'UNESCO en même temps que douze autres villas des Médicis le 23 juin 2013. Il ne renferme pas seulement de considérables trésors artistiques dans un dédale de salles toutes plus belles les unes que les autres, mais c'est aussi le siège de l'Educandato Statale della Santissima Annunziata depuis cent-cinquante ans (1865-2015).

## Histoire

### XVIesiècle
Le nom de Poggio Baroncelli vient du nom des premiers propriétaires de la villa d’origine qui fut vendue aux Salviati en 1548. Cosme Ier la confisqua à Alessandro Salviati en 1565 à cause de son opposition aux Médicis. Cosme la donna à sa fille Isabelle et à son mari Paolo Giordano Orsini. À la mort d’Isabelle, la villa revint à leur fils Don Virginio Orsini.

### XVIIesiècle

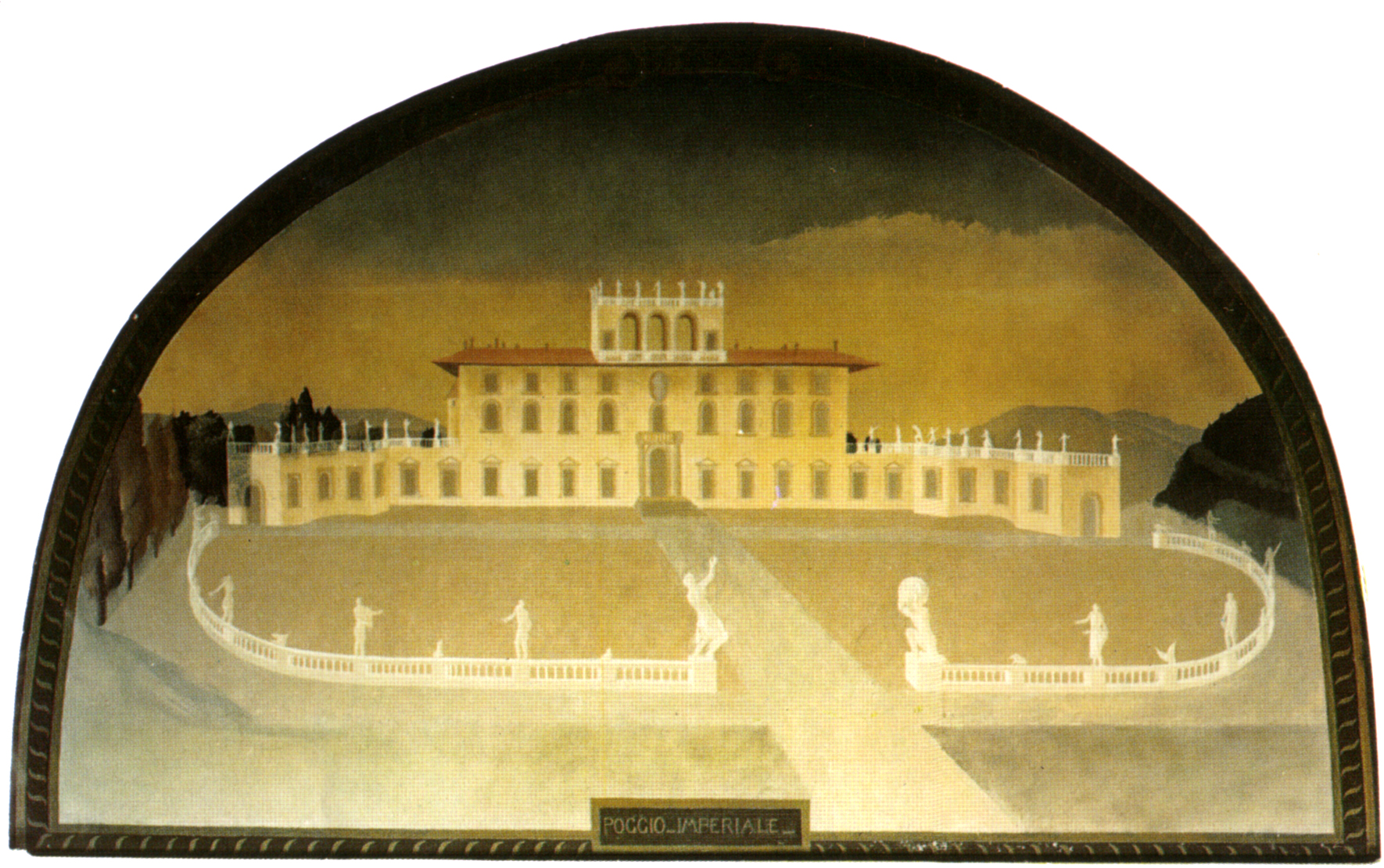
Poggio Imperiale, médaillon du XXe siècle, conservé à la Villa Medicea di Artimino, inspirée par une vue du XVIIIe siècle, avant la restructuration néoclassique

Après quelques changements de propriétaires, la villa appartient en 1618 à Marie-Madeleine d'Autriche, sœur de Ferdinand II et épouse de Cosme II de Médicis. Le domaine s’agrandit et entre 1622 et 1625, la villa est complètement restructurée par l’architecte Giulio Parigi. Il double vers l’est le corps de la villa et crée une nouvelle façade avec une loggia à l’étage supérieur et avec deux ailes latérales basses avec des terrasses.
Les ailes latérales se prolongent par un parapet en hémicycle orné de statues. Des fêtes et des spectacles avaient lieu en plein air, sur la pelouse au centre de l’espace ainsi délimité. À cet emplacement, ne subsistent aujourd’hui que les deux statues principales qui décorent l’entrée monumentale sur deux piédestaux massifs : Giove saettante de Felice Palma et Ercole che sorregge il cielo de Vincenzo de' Rossi.
Pour relier la villa à la ville, une longue allée rectiligne coupe, aujourd’hui encore, la colline de Monticelli pour arriver à la Porta Romana, autrefois la Porta San Pier Gattolino. Cette allée était bordée par une haie de cyprès. Dans sa partie basse, se trouvaient quatre grands viviers avec des sculptures et des armoiries datant de 1773. En 1624, la villa prend le nom de Poggio Imperiale en référence à la Grande-Duchesse Marie-Madeleine d’Autriche qui y séjournait.
Matteo Rosselli et ses élèves réalisèrent les fresques des appartements intérieurs, avec des motifs faisant référence à la maison d’Autriche et aux personnages bibliques. Ces œuvres figurent parmi les chefs-d’œuvre de cet artiste. La grande-duchesse commanda également quatre tableaux consacrés à la vie des femmes célèbres pour décorer sa salle d'audience (1623-1625). Sémiramis de Rosselli, est aujourd'hui conservée à la villa la Petria, Sophonisbe et Massinissa de Rutilio Manetti sont conservées au musée des Offices et La Mort de Lucrèce est dans le corridor de Vasari des Offices.
Entre 1650 et 1670, la peintre de natures mortes Giovanna Garzoni exécuta vingt tableautins pour Ferdinand II de Médicis destinés à la villa. Deux sont aujourd'hui au Palais Pitti.
Après des remaniements ultérieurs (comme l’aménagement des jardins), la villa devient la propriété de Vittoria della Rovere, l’épouse de Ferdinand II de Médicis. À sa demande, l’architecte Giacinto Maria Marmi réalise quelques travaux entre 1681 et 1683. Lors de l'inventaire fait après le décès de la grande-duchesse en 1691, le tableau de Giacinto Gimignani Rebecca au puits (1645) figurait dans ses collections, il est aujourd'hui conservé au Palais Pitti. Les tableaux Andrea Scacciati qui travailla pour elle, y sont également mentionnés, Côme III en hérita et les installa dans le pavillon de la Topaia et la villa de l'Ambrogiana. Douze de ses bouquets sont aujourd'hui dans les galeries florentines. Il faut citer également les tableaux du peintre de fleurs Giovanni Stanchi, en particulier les deux Guirlandes de fleurs et papillons conservées au musée des Offices et au palais Pitti.
Le cardinal Francesco Maria de' Medici protecteur d'Allemagne de 1689 à 1703, y a gardé sa résidence. En 1691 l'inventaire de ses appartements dans la villa, y mentionnait deux œuvres de Pandolfo Reschi dont il était le protecteur et le commanditaire, L'Attaque d'un couvent et Un Miracle de saint Jean-Baptiste, aujourd'hui conservés à la galerie Palatine.

### XVIIIesiècle

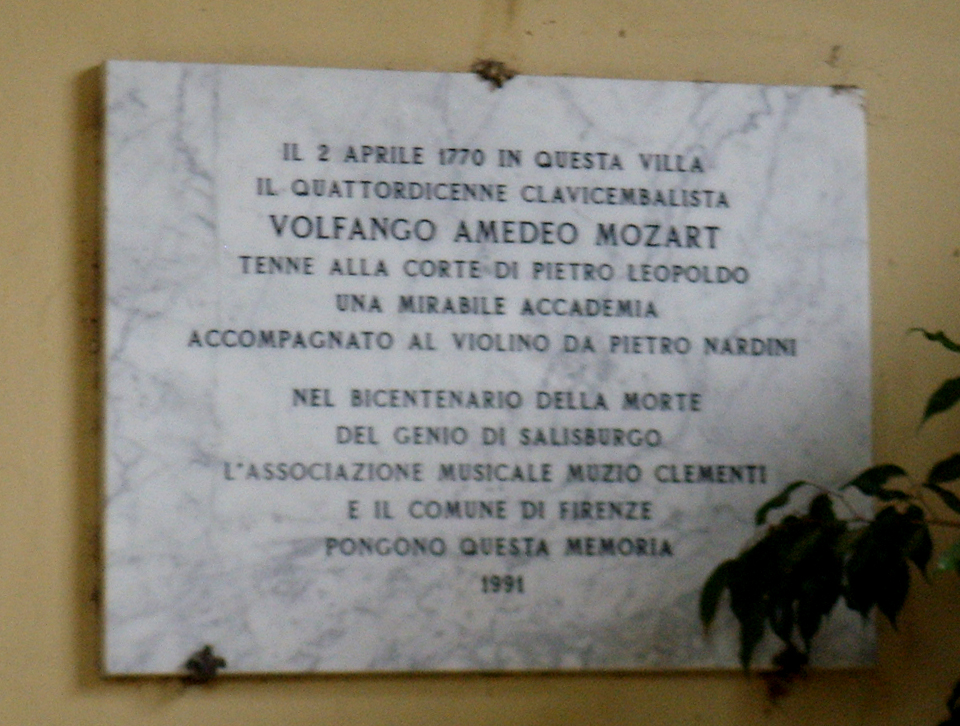
Plaque qui rappelle la présence de Mozart à la villa

À l’accession des Habsbourg, la villa gagne en importance car elle est proche de la ville et est particulièrement appréciée pour les séjours d’été et d’automne des Grands-Ducs.
Léopold II fait réaliser un certain nombre de travaux à Gaspare Paoletti : les corridors intérieurs à la place des jardins d’été, les écuries, la décoration d’une grande partie des pièces avec des stucs de Grato et Giocondo Albertolli, des marines d'Antonio Cioci, des scènes galantes de Gesualdo Ferri et des peintures de Filippo Tarchiani. On y place également des tapisseries importées d’Orient, des papiers et des tissus d’Inde et de Chine, ce qui apporte encore aujourd’hui une touche orientaliste à certaines pièces.
Le 2 avril 1770, le jeune Mozart donne son unique concert à Florence dans la villa.
Vers 1780, Antonio Cioci a décoré les portes basculantes de l'aile néoclassique.

### XIXesiècle
En 1807, Élisa Bonaparte fait exécuter un nouvel aménagement à Giuseppe Cacialli tandis que le projet pour la nouvelle façade, dû à l’architecte Pasquale Poccianti, est contemporain de Marie-Louise d'Étrurie. Ces travaux qui donnent à la villa son aspect néoclassique actuel, sont complétés pendant la période qui a suivi la chute du Premier Empire avec Ferdinand III (vers 1820).
Le portique central est surmonté d’une loggia avec cinq arcades et d’un tympan avec une horloge. Deux avant-corps massifs avec des portiques prennent la place des deux ailes baroques. La restructuration du XVIIe siècle ayant fait perdre un certain nombre de chapelles, une nouvelle appelée Santissima Annunziata, est édifiée dans l’aile gauche. Elle est divisée en trois nefs et possède une tribune semi-circulaire. Elle conserve sa décoration du XVIIIe siècle avec les statues de Francesco Carradori et des Virtù dans des niches, des frises en stuc de Bertel Thorwaldsen représentant des épisodes bibliques sur les murs et, sur le plafond, une décoration à la détrempe de Francesco Nenci avec l’Ascension de la Vierge.
À la suite des travaux d’urbanisme dans la ville, la villa se trouve à l’intérieur de la zone des Viali dei Colli. À partir de 1865, elle devient une institution pour jeunes filles (auparavant se trouvant dans l’ex-monastère de la Santissima Concezione dans la Via della Scala). Aujourd’hui, la villa héberge toujours la même école, devenu lycée mixte. À l’intérieur se trouve également un petit musée avec des collections scientifiques d'époque.

## Aménagement intérieur

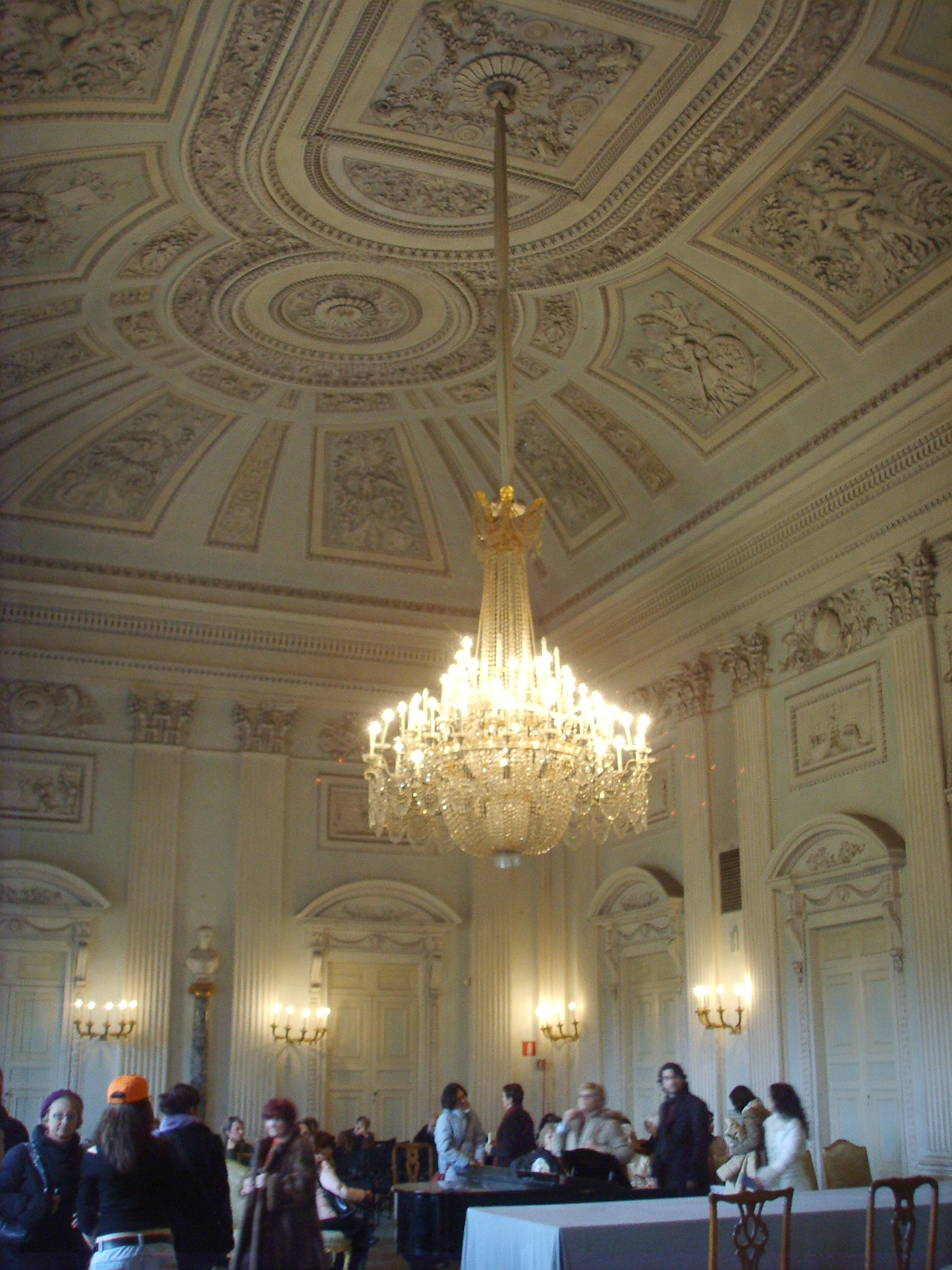
Le Salone delle Feste

La seule partie ancienne qui subsiste de la villa di Poggio Baroncelli est la cour carrée qui se trouve immédiatement après l’entrée. Quatre corridors en font le tour, éclairés par des verrières lumineuses en forme d’arche. Ils sont décorés par des bustes antiques placés sur des corniches, des niches et des volutes du XVIIIe. C’est Vittoria della Rovere qui apporta à Florence cet ensemble de sculptures.
Au premier étage, l’aménagement le plus important est le Salone delle feste, édifié entre 1776 et 1783 et décoré par des stucs où la couleur blanche est prédominante.
Dans la partie chinoise adjacente, se trouvent les quatre salles décorées vers 1775 avec du papier chinois peint à la main, dont les rouleaux provenaient des ateliers de Canton, spécialisés pour l’exportation, alors importante en raison de la mode des chinoiseries en Europe. Les tableaux raffinés représentent un monde idéalisé et merveilleux avec des fleurs, des oiseaux exotiques, des scènes de la vie quotidienne, souvent empruntées à la littérature. Une cinquième salle contenait, à l’origine, 88 tableaux (d’environ 20 × 30 cm chacun) représentant des scènes de la vie quotidienne chinoise : ils provenaient sans doute d’une collection qui se trouvait dans la villa vers 1784. Aujourd’hui, seulement une vingtaine sont exposés, leur restauration étant en cours pour les présenter suivant la disposition originale.
Des tableaux chinois, probablement de la même provenance que ceux de la villa, ont été donnés par Léopold II d'Autriche à sa sœur Marie-Caroline d'Autriche qui les fit porter dans la villa Favorita à Ercolano. Une partie fut amenée à Palerme où ils sont conservés aujourd’hui au Palazzo Reale et à la Palazzina Cinese.

## Source
- (it) Cet article est partiellement ou en totalité issu de l’article de Wikipédia en italien intitulé « Villa di Poggio Imperiale » (voir la liste des auteurs).